# Кошир, Юре
Юре Кошир (словен. Jure Košir; род. 24 апреля 1972 года, Мойстрана, Гореньска, СРС, Югославия
) — словенский горнолыжник. Специализировался в слаломе, гигантском слаломе и супергиганте.
Первым международным успехом был титул чемпиона мира среди юниоров в супергиганте, выигранный в 1991 году. В сезоне 1993/94 завоевал бронзовую медаль на зимних Олимпийских играх в Лиллехаммере и финишировал на третьем месте Кубка мира в слаломе.
За карьеру одержал три победы на этапах Кубка мира в слаломе. В декабре 1993 года выиграл в итальянской Мадонне, а январе 1999 года победил в словенской Краньске-Горе и австрийском Кицбюэле.
В середине 1990-х записал несколько песен в стиле рэп, одна из которых называлась «Иногда я катаюсь на лыжах быстро, а иногда медленно». Был участником группы «Dog’s cartel».
Лучший спортсмен года в Словении в 1994 году.
Завершил карьеру в 2006 году.

## Победы на этапах Кубка мира
| № | Дата            | Место               | Дисциплина |
| - | --------------- | ------------------- | ---------- |
| 1 | 20 декабря 1993 | Мадонна ди Кампильо | Слалом     |
| 2 | 6 января 1999   | Краньска-Гора       | Слалом     |
| 3 | 24 января 1999  | Кицбюэль            | Слалом     |